# Колтон Парайко
Колтон Парайко (англ. Colton Parayko; 12 травня 1993, Сен-Альберт, Альберта) — канадський професійний хокеїст українського походження, захисник клубу НХЛ «Сент-Луїс Блюз». Гравець збірної команди Канади.
Володар Кубка Стенлі.

## Ігрова кар'єра
Хокейну кар'єру розпочав 2010 року виступами за «Форт-МакМеррей Ойл Баронс» (АЮХЛ). 
З 2012 по 2015 виступав за університетську команди з Аляски. 
2012 року був обраний на драфті НХЛ під 86-м загальним номером командою «Сент-Луїс Блюз».
Уклавши контракт з клубом «Сент-Луїс Блюз», перший відіграв у фарм-клубі «Чикаго Вулвс».
6 жовтня 2015, Колтон дебютував у складі «Сент-Луїс Блюз» у матчі проти «Едмонтон Ойлерз». Парайко вдалося з першої спроби закріпитися в команді, і в сезоні 2015/16 відіграти 79 ігор з показником корисності +28 в регулярному чемпіонаті.
12 червня 2019 року в складі «Сент-Луїс Блюз» став володарем Кубка Стенлі.

## Збірна
У складі молодіжної збірної Північної Америки брав участь у Кубку світу 2016 року.
У складі національної збірної Канади срібний призер чемпіонату світу 2017 року. Обраний представниками ЗМІ до символічної команди всіх зірок турніру.

## Нагороди та досягнення
- Володар Кубка Стенлі в складі «Сент-Луїс Блюз» — 2019.

## Статистика

### Клубна кар'єра
| Сезон        | Клуб                        | Ліга         | Регулярний сезон | Регулярний сезон | Регулярний сезон | Регулярний сезон | Регулярний сезон | Плей-оф | Плей-оф | Плей-оф | Плей-оф | Плей-оф |
| Сезон        | Клуб                        | Ліга         | І                | Г                | П                | О                | ШХ               | І       | Г       | П       | О       | ШХ      |
| ------------ | --------------------------- | ------------ | ---------------- | ---------------- | ---------------- | ---------------- | ---------------- | ------- | ------- | ------- | ------- | ------- |
| 2010–11      | «Форт-МакМеррей Ойл Баронс» | АЮХЛ         | 42               | 3                | 9                | 12               | 12               | 12      | 2       | 1       | 3       | 2       |
| 2011–12      | «Форт-МакМеррей Ойл Баронс» | АЮХЛ         | 53               | 9                | 33               | 42               | 65               | 21      | 3       | 9       | 12      | 14      |
| 2012–13      | Університет Аляски          | НКАА         | 33               | 4                | 13               | 17               | 23               | —       | —       | —       | —       | —       |
| 2013–14      | Університет Аляски          | НКАА         | 37               | 7                | 19               | 26               | 16               | —       | —       | —       | —       | —       |
| 2014–15      | Університет Аляски          | НКАА         | 34               | 6                | 17               | 23               | 16               | —       | —       | —       | —       | —       |
| 2014–15      | «Чикаго Вулвс»              | АХЛ          | 17               | 4                | 3                | 7                | 6                | 5       | 0       | 0       | 0       | 6       |
| 2015–16      | «Сент-Луїс Блюз»            | НХЛ          | 79               | 9                | 24               | 33               | 29               | 20      | 2       | 5       | 7       | 4       |
| 2016–17      | «Сент-Луїс Блюз»            | НХЛ          | 81               | 4                | 31               | 35               | 32               | 11      | 2       | 3       | 5       | 2       |
| 2017–18      | «Сент-Луїс Блюз»            | НХЛ          | 82               | 6                | 29               | 35               | 13               | —       | —       | —       | —       | —       |
| 2018–19      | «Сент-Луїс Блюз»            | НХЛ          | 80               | 10               | 18               | 28               | 15               | 26      | 2       | 10      | 12      | 10      |
| Усього в НХЛ | Усього в НХЛ                | Усього в НХЛ | 322              | 29               | 102              | 131              | 89               | 57      | 6       | 18      | 24      | 16      |

### Міжнародна
| Рік   | Команда                | Турнір | Місце | І | Г | П | О  | ШХ |
| ----- | ---------------------- | ------ | ----- | - | - | - | -- | -- |
| 2016  | Північна Америка (U23) | КС     | 5     | 3 | 0 | 3 | 3  | 2  |
| 2017  | Канада                 | ЧС     | 2     | 6 | 3 | 4 | 7  | 0  |
| Разом | Разом                  | Разом  | Разом | 9 | 3 | 7 | 10 | 2  |